# Самійленко Стефан Пилипович
Стефан Пилипович Самійленко (13 (25) грудня 1906, Станіслав, тепер Херсонська область — 26 жовтня 1977, Запоріжжя) — український мовознавець, доктор філологічних наук. Автор праць з історії української мови, підручників для вишів тощо.

## Біографія
Зростав у бідній селянській родині та з дитинства знав, що таке нелегка праця біля землі, допомагав дорослим, часто хворів.

Після семирічки закінчує сільськогосподарську школу, працює агрономом.
З 1926—1930 рік навчається у Херсонському інституті народної освіти. У 1930—1933 роках навчався в аспірантурі Державного інституту мовної культури у Ленінграді.
Як мовознавець, C. П. Самійленко формувався в оточенні й під впливом славетних учених: M. Я. Mappa, B. M. Жирмунського, M. C. Державіна та ін. Після закінчення аспірантури Стефан Пилипович працював з 1933 року викладачем Полтавського, Луганського (у минулому Ворошиловградського) та з 1950 року Запорізького державних педагогічних інститутів (в останньому, понад 26 років — на кафедрі української мови; завідував кафедрою у 1960—1975 роках).
З 1960 року — доктор філологічних наук. 1962 року отримав звання професора, був завідувачем кафедри української мови.
Виховав 15 кандидатів філологічних наук. Науковий доробок вченого становить понад сто друкованих праць. Він автор капітальної праці «Нариси з історичної морфології української мови», що була високо оцінена в наукових колах, співавтор вузівських підручників, за якими десятиліттями вчаться студенти-філологи педінститутів та університетів, автор робіт з питань славістики, загального мовознавства, лінгвостилістики, української літературної мови, працював також у галузі лексикографії.
Перу науковця належать також дослідження про мову багатьох українських письменників: Г. Сковороди, І. Котляревського, T. Шевченка, Марка Вовчка, І. Франка та ін.

## Родина
Син Стефана Пилиповича — Юрій Стефанович — відомий вчений-математик, доктор фізико-математичних наук, член-кореспондент Національної академії наук України, завідуючий відділом функціонального аналізу Інституту математики HAH України.

## Твори
- Нариси з історичної морфології української мови. Ч. 1. — К.: Радянська школа, 1964. — 232 с.
- Нариси з історичної морфології української мови. Ч. 2: посібник. — К.: Вища школа, 1970. — 190 с.
- Історія української мови. Морфологія. — К.: Наукова думка, 1979 (співавтор; автор розділу «Іменник»).
- З історичних коментарів до української мови. Словотвір іменників. // Українська мова і література в школі. — 1958. — № 2. — С. 9-17.